# اچ‌ام‌اس آدشس (اس۱۲۲)
اچ‌ام‌اس آدشس (اس۱۲۲) (به انگلیسی: HMS Audacious (S122)) یک زیردریایی است که طول آن 97 m (318 ft) می‌باشد.